# Episodi di Les Mystères de l'amour (sesta stagione)
La sesta stagione della serie televisiva Les Mystères de l'amour è andata in onda in Francia dal 23 marzo 2014 al 13 luglio 2014 sul canale Telemontecarlo.
In Italia è inedita.
| nº | Titolo originale                  | Titolo italiano | Prima TV Francia | Prima TV Italia |
| -- | --------------------------------- | --------------- | ---------------- | --------------- |
| 1  | Ouvertures                        |                 | 23 marzo 2014    |                 |
| 2  | Explications                      |                 | 30 marzo 2014    |                 |
| 3  | Parallèlement (Partie 1)          |                 | 6 aprile 2014    |                 |
| 4  | Parallèlement (Partie 2)          |                 | 13 aprile 2014   |                 |
| 5  | Coup du sort                      |                 | 20 aprile 2014   |                 |
| 6  | Des rires et des larmes           |                 | 27 aprile 2014   |                 |
| 7  | À l'eau                           |                 | 4 maggio 2014    |                 |
| 8  | La vie continue                   |                 | 11 maggio 2014   |                 |
| 9  | Accusations                       |                 | 18 maggio 2014   |                 |
| 10 | Le piège se referme               |                 | 24 maggio 2014   |                 |
| 11 | Prise de pouvoir                  |                 | 25 maggio 2014   |                 |
| 12 | Un coupable idéal                 |                 | 31 maggio 2014   |                 |
| 13 | Scandales                         |                 | 1 giugno 2014    |                 |
| 14 | Calculs et manipulation           |                 | 7 giugno 2014    |                 |
| 15 | Amour, mensonges et Rock and Roll |                 | 8 giugno 2014    |                 |
| 16 | La clé des mystères               |                 | 14 giugno 2014   |                 |
| 17 | Un drôle de revenant              |                 | 15 giugno 2014   |                 |
| 18 | Loin des yeux                     |                 | 21 giugno 2014   |                 |
| 19 | L'exilé                           |                 | 22 giugno 2014   |                 |
| 20 | Trop tard?                        |                 | 28 giugno 2014   |                 |
| 21 | Le grand saut                     |                 | 28 giugno 2014   |                 |
| 22 | Retours                           |                 | 29 giugno 2014   |                 |
| 23 | Tours et retours                  |                 | 5 luglio 2014    |                 |
| 24 | Défaut de mémoire                 |                 | 6 luglio 2014    |                 |
| 25 | Joyeux anniversaire               |                 | 12 luglio 2014   |                 |
| 26 | En feux !                         |                 | 13 luglio 2014   |                 |